# Marxophone

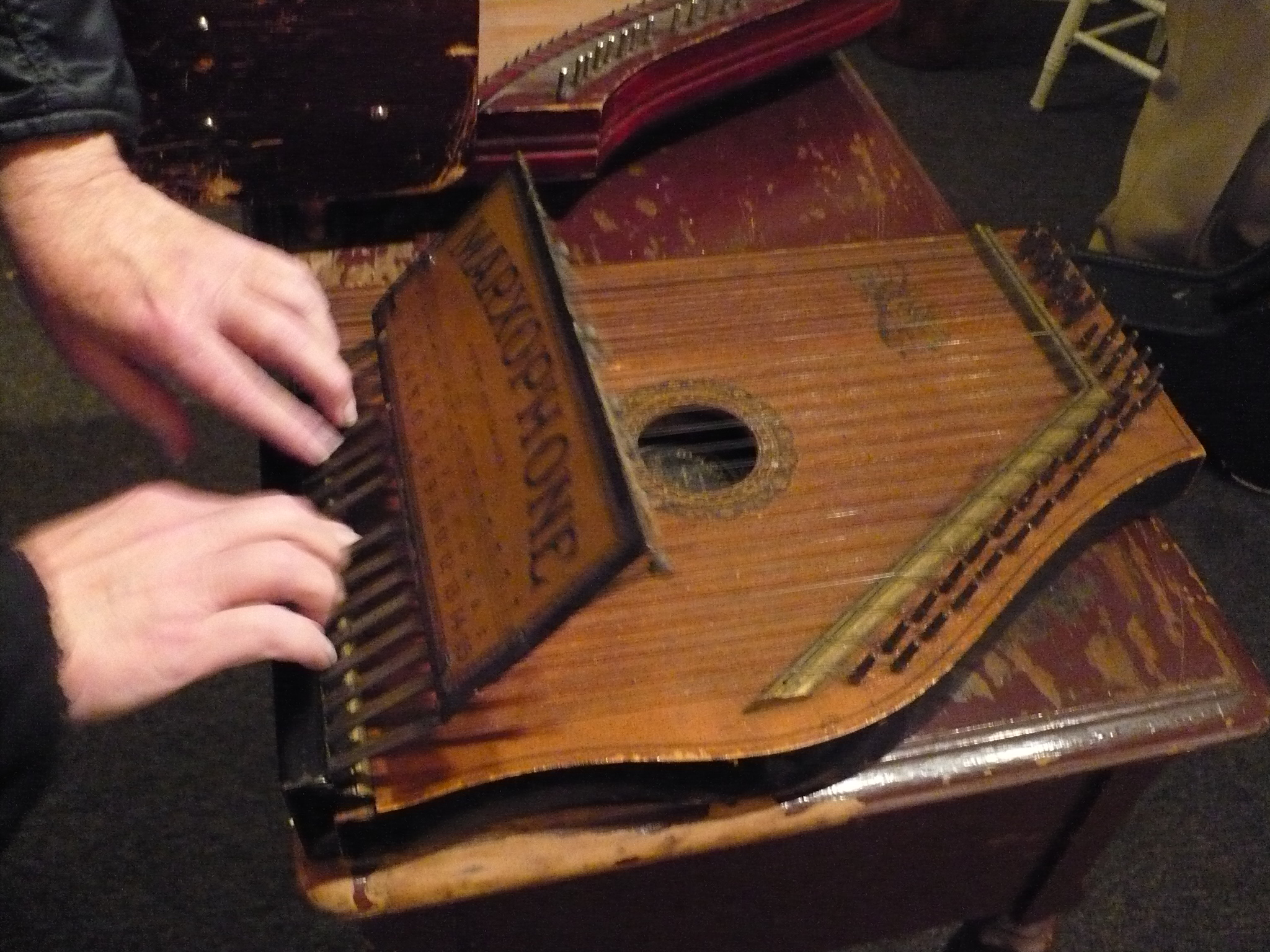
Un Marxophone.

Le Marxophone est une cithare sans frettes jouée via un système de marteaux métalliques. Il comporte deux octaves de doubles cordes mélodiques dans la note Do.
Le joueur gratte généralement les accords avec la main gauche. La main droite joue les cordes mélodiques en appuyant sur des bandes d'acier à ressort qui maintiennent de petits marteaux plomb sur les cordes. Un bref coup sur une bande de métal fait rebondir le marteau sur une paire de cordes pour produire une seule note. Maintenir la bande enfoncée fait rebondir le marteau sur les cordes doubles, ce qui produit un tremolo de type mandoline. Le taux de rebond est quelque peu fixe, car il est basé sur la longueur de la bande d'acier à ressort, le poids du marteau et la tension de la corde, mais un joueur peut augmenter légèrement le taux en appuyant plus haut sur la bande, déplaçant efficacement son point de pivot plus près du marteau de plomb .
Une partition musicale codée numériquement et préparée spécifiquement pour le marxophone indique quand et dans quel ordre jouer les cordes de la mélodie et des accords. Ce type de musique, similaire à la tablature, a été produit pour ceux qui ne savaient pas lire la notation standard. Une pièce de métal rectangulaire fournit un filet de sécurité pour les marteaux en acier à ressort, affiche le nom Marxophone et le numéro de brevet, et possède des clips qui contiennent des partitions. Il marque également les 15 touches par lettre (C, D, etc.), par numéro (1-15) et en notation musicale standard. Lorsque l'instrument est déplacé ou rangé, le rectangle de métal se penche, tenant les touches contre les cordes, de sorte que le marxophone puisse tenir dans son étui, qui a la taille d'une grande mallette.

## Histoire
Une idée fausse commune est que le marxophone a été fabriqué par la Marxochime Colony de New Troy au Michigan, mais ce n'était pas le cas. Alors que la conception de son mécanisme de marteau a été brevetée par Henry Charles Marx (1875-1947), (brevet #1044553 (pat. #1044553) publié le 19 novembre 1912), le marxophone n'a jamais été fabriqué par la colonie Marxochime. Au lieu de cela, au cours de leur mandat de 1927 à 1972, la « colonie » a conçu et fabriqué un large assortiment de cithares « à archet », les cordes mélodiques actionnées avec un archet et non des marteaux. Le brevet de 1912 a été cédé à la Phonoharp Company, à laquelle Marx était affilié à l'époque. Phonoharp fabriquait des marxophones ainsi que des célestaphones (ayant un contour du corps différent) jusqu'à sa fusion avec Oscar Schmidt Inc. en 1926. La société nouvellement formée connue sous le nom de International Musical Corporation a produit des marxophones entre 1926 et 1931. Puis, à la suite de la dissolution de l'International Musical Corporation le 30 décembre 1931, deux sociétés qui lui succédèrent, l'Oscar Schmidt-International Corporation (1931-1936) et Oscar Schmidt-International, Inc. (fin 1936 jusqu'à aujourd'hui), fabriquèrent des marxophones jusqu'au années 1950.